# 劉汝立 (萬曆庚辰進士)
劉汝立（1553年—1588年），字學禮，號恒方，山東東昌府濮州人，軍籍，明朝政治人物。

## 生平
萬曆四年（1576年）丙子科山東鄉試第三十二名，萬曆八年，登庚辰科會試第一百八十七名，第三甲第七十六名進士。户部觀政，本年授直隶清苑县知县，十三年行取，七月选授四川道試監察御史，十四年差巡视京通二仓，兼管河道，十五年回道管事，本年差巡按真定，十六年正月以終养乞致仕，卒。

## 家族
曾祖父劉瑛；祖父劉潔，曾任省祭官；父親劉繼祖，曾任義官。母孫氏。慈侍下。弟汝章。